# Hermokrates
Hermokrates (altgriechisch Ἑρμοκράτης Hermokrátēs; † 407 v. Chr.) war ein syrakusanischer Staatsmann und Feldherr. Sein genaues Geburtsdatum ist nicht bekannt.
Im Jahr 424 v. Chr. trat er auf dem Friedenskongress von Gela erstmals politisch hervor; er forderte die sizilianischen Griechen mit Erfolg auf, ihre inneren Streitigkeiten beizulegen. Er setzte sich für die Unabhängigkeit Siziliens von äußeren Mächten ein und riet 415 v. Chr. zur Bildung einer über Sizilien hinausgreifenden Koalition gegen Athen, das die Insel in seinen Einflussbereich zwingen wollte. Für kurze Zeit war er einer der drei Strategen, wurde dann aber von Konkurrenten verdrängt.
Er blieb als Politiker eine Haupttriebkraft des sizilischen Widerstandes gegen Athen und war später der wichtigste Berater und Helfer des Spartaners Gylippos, der die militärischen Aktionen von Syrakus gegen das athenische Expeditionskorps auf Sizilien leitete. Durch seine Kriegslist verhinderte er 413 v. Chr. einen ungestörten Abzug der in Bedrängnis geratenen Feinde und hatte dadurch maßgeblichen Anteil am vollständigen Sieg der Syrakusaner über Athen.
412 v. Chr. wurde er als Admiral nach Kleinasien entsandt, wo er nach der Schlacht von Milet eintraf, um mit einer syrakusischen Flotte auf spartanischer Seite zu kämpfen. 411 v. Chr. war er unter dem spartanischen Seeherrn Mindaros an den Seeschlachten von Kynossema und Abydos beteiligt. Nach der Niederlage in der Schlacht von Kyzikos 410 v. Chr. wurde er gemeinsam mit seinen Admiralskollegen von der inzwischen in Syrakus an die Macht gelangten demokratischen Partei abgelöst und verbannt. 
Im Rahmen der spartanischen Politik beteiligte er sich gemeinsam mit seinem Bruder Proxenos an einer diplomatischen Mission zum persischen Großkönig. Der persische Satrap Pharnabazos unterstützte ihn mit größeren Geldmitteln, die ihm erlaubten, für die Rückfahrt nach Syrakus Söldner und Trieren auszurüsten. Nach der Eroberung von Selinus und Himera durch die Karthager kehrte er 408 v. Chr. nach Sizilien zurück, sammelte Truppen in den Trümmern von Selinus und stellte dessen Mauern wieder her. Bei dem Versuch, mit Gewalt seine Rückberufung aus der Verbannung zu erzwingen, fand er 407 v. Chr. im Rahmen eines gescheiterten Handstreichs gegen Syrakus im Straßenkampf den Tod. 
Der spätere Tyrann von Syrakus, Dionysios I., der aus einfachen Verhältnissen stammte, war einer seiner politischen Anhänger und ehelichte nach seiner Machtergreifung eine Tochter des berühmten Politikers.
Hermokrates tritt in Platons Dialogen Timaios und Kritias auf, in denen die Erzählung von Atlantis dargelegt wird. Platon plante ursprünglich wahrscheinlich einen dritten Dialog namens Hermokrates.
Bei seinen Soldaten war Hermokrates wegen seiner Fürsorge, Einsatzbereitschaft und Leutseligkeit beliebt. Er war im Kriegsrat hochgeschätzt und galt als ausgezeichneter Redner und Ratgeber. Thukydides (6,72) nennt ihn einen „Mann, der auf allen Gebieten an Einsicht keinem nachstand und im Krieg sich durch Erfahrung bewährt und durch Tapferkeit ausgezeichnet hatte“. Platon betrachtete ihn als einen der fähigsten Staatsmänner seiner Zeit.